# Триперекис ацетону
Триперекис ацетону — ініціююча вибухова речовина, є органічним пероксидом, тримером пероксиду ацетону.
В народній мові триперекис ацетону називають просто "Кіса" за простоту її виготовлення. Добре пресується, але під тиском 2000 кг с\см², уже горить, а не детонує.

Приблизно до 2015 року визначення вибухових речовин було орієнтоване на виявлення азотовмісних сполук, оскільки більшість вибухових речовин, що використовувалися до 2015 року, були на основі азоту. Оскільки ТА не містить азоту, з 2001 року його використовували як вибухівку під час кількох терористичних атак.

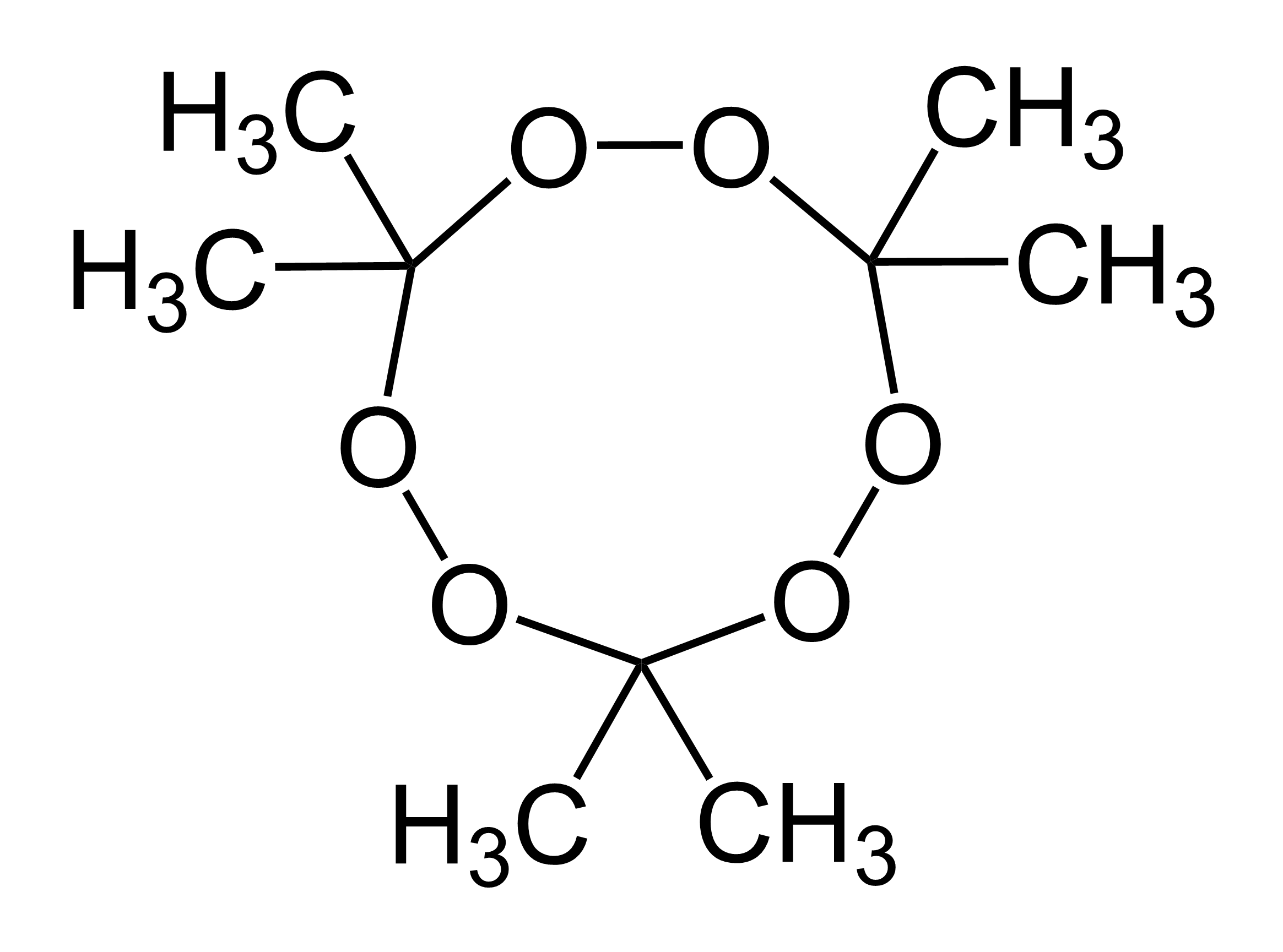
Структурна формула триперекису ацетону

## Опис і властивості
Білий борошновидний порошок з дрібними кристалами в собі. За нормальних умов слабко пахне оцтом і ацетоном. 

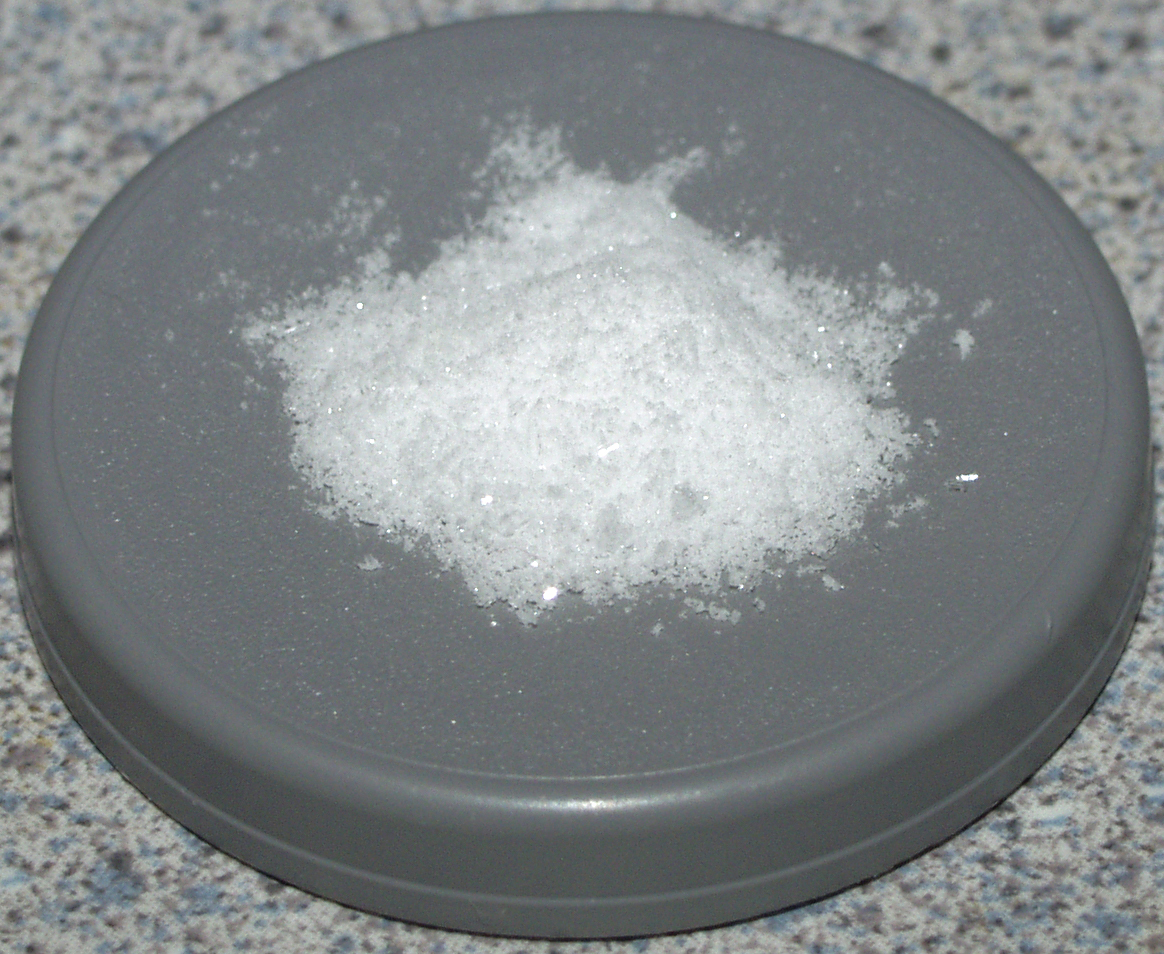
Триперекис ацетону в натурі

За іншою версією, триперекис ацетону це - безбарвна кристалічна речовина з сильним терпеновим запахом.

### Фізичні властивості
- Леткість у відкритій склянці 96% за 94 години за кімнатної температури.
- Тиск пару при 20 °С — 2,0 Па.
- Тиск парів при 25 °С 7,85 Па (у диперекису 17,9 Па)
- Щільність 1,272 г/см3 [5]
- t пл. 97 °С[3]
- T кип. 184,93 °C
- Нерозчинний у воді, слаборозчинний в органічних розчинниках (бензол, ацетон, ефір)[6]

### Хімічні властивості
- Нерозчинна у воді.
- З конц. {\displaystyle {\ce {H2SO4}}} розкладається іноді з вибухом. Дратівливо діє на шкіру та слизові оболонки. Не корродує метали, крім свинцю, хімічно сумісна з гексогеном, ТЕНом, ТНФ та ТНТ.
- У чистому вигляді стійка, у темному та прохолодному місці зберігається досить довго. При зберіганні великі кристали ростуть з допомогою дрібних.
- Розкладається в лужному (у присутності слідів йоду) та кислому середовищі. Зберігають зазвичай у абсолютному спирті. Добре розчинний у ацетоні (9,15% при 17°С), бензолі (18% при 17°С), ефірі (5,5% при 17°С), хлороформі (42,47% при 17°С), крижаній оцтовій кислоті та {\displaystyle {\ce {HNO3}}}, етанолі (при нагріванні).
- Якщо при отриманні як каталізатор використовувалася сірчана або хлорна кислота, то триперекис при зберіганні повільно перетворюється на диперекис. Продукт, забруднений сірчаною кислотою при 40°С, повністю перетворюється на діперекис за кілька днів. Швидкість горіння при 1,22 г/см3 (спресована під тиском 2000 кгс/см2 ) 0,95 см/сек[4]
- Не отруйна.[3]
- Присутність металів, галогенів та деяких органічних сполук викликають розпад[3]

### Переваги
- Простота і доступність виготовлення
- дешевизна виготовлення
- Не містить нітрогруп
- Ініціюється від вогню, не вимагає детонатора
- швидко виготовляється (найнадійніший метод виготовлення займає добу)
- не піддає метал корозії

### Недоліки
- Нестійкість
- Летючість[3]
- Чутливість

## Чутливість до зовнішніх впливів
Речовина достатньо стійка при зберіганні, але сильнолетюча і схильна до сублімації вже за кімнатної температури. При розплавленні протягом 2-3 хв.  t пл. знижується до 90°С за рахунок деполімеризації. Отриманий продукт має непередбачувано високу чутливістю і може вибухати спонтанно. Починає розкладатися при температурі вище за 150°С, проте може вибухати при  значно менших температурах або швидкому нагріванні. Сприйнятлива до вогню навіть за значного зволоження. Чутливість до удару (верхня межа для вантажу 0.5 кг): 35см. Надзвичайно чутлива до тертя. Чутливість до тертя методом ВАМ (50%): 15мН. Легко вибухає при слабкому розтиранні у ступці. При додаванні 15% і більше мінеральної олії чутливість до тертя може бути зменшена до рівня гримучої ртуті, у своїй чутливість до удару мало зменшується.
Чутливість "Кіси" напряму залежить від розміру кристалів речовини. Чим більше кристал, тим більш чутлива речовина до зовнішніх впливів.
Якщо підпалити щіпку ТА на відкритому повітрі, вона згорить з яскравим спалахом і вибухом. Якщо ту ж щіпку помістити в картонну трубку, вона вже не згорить, а детонує.

## Детонаційні  властивості
Швидкість детонації при густині 0,92 г/см³ — 3700 м/сек, при 1,18 г/см³ — 5300 м/сек. Ініціююча здатність вища ніж у гримучої ртуті, але помітно нижча ніж у азиду свинцю. Схильна до перепресування. Мінімальний ініціювальний заряд для тротилу та тетрилу (пресування з чашечкою) 0,18 і 0,09 г.
- Теплота вибуху становить 2803 кДж/кг
- Температура спалаху за Кестером: 196 °C, по Фічерулю: 210-220 °C
- Фугасність: 250мл.
- Рівняння вибуху:

{\displaystyle {\ce {(C3H6O2)3 = 1,3 CO2 + 2,44 CO + 2,61 CH4 + 0,63 C2H6 + 0,23 C4H4 + 0,47 H2 + 0,96 H2O + 0,47 C}}}
Невеликі кількості на відкритій поверхні згоряють великим, об'ємним полум'ям зі глухим звуком плескоту. У кількостях більше 10 г та/або запресована паперовий корпус оглушливо детонує.

## Синтез

### Перевірка чистоти реактивів
Перед синтезом, першим ділом необхідно перевірити реагенти на чистоту. Перевірка відбувається наступним чином: Змішати чайну ложку кислоти з рівною кількістю концентрованого перекису водню. До суміші треба додати краплю ацетона. Якщо зразу буде чутно тріскотіння і суміш пожовтіє (або ж забарвиться у світло-коричневий колір), піниться, то якась з речовин недостатньо чиста. Якщо ж тріскотіння відсутнє, то суміш треба лишити на пару годин, має випасти білий осад. Якщо ні - то реагенти або недостатньо чисті, або недостатньо концентровані.

### Перший спосіб
1 моль ацетону змішується з 1.2 моль 10-50% перекису водню, потім при інтенсивному охолодженні приливаються декілька мілілітрів соляної кислоти та суміш ставиться на холод. Через кілька днів виділяються кристали у вигляді снігоподібної маси. (при використанні 30-50% перекису водню та великих кількостей кислоти – розчин треба  інтенсивно охолоджувати в бані з льодом доки не виділиться основна частина ацетону трипероксиду інакше розчин може сильно розігрітися і вихід невеликий).

Загальне рівняння синтезу триперекису ацетона

### Другий спосіб
Вихідними речовинами, необхідними для синтезу перекису ацетону, є  сірчана кислота, ацетон, гідроперит. Замість гідропериту можна використовувати пергідроль чи перекис водню (концентрований). Сірчана кислота має бути невисокої концентрації, лише для отримання кислого середовища (30—35 %). Також можливе використання хлоридної кислоти, оскільки її залишки в кристалах з часом випаруються.
У колбу на 0,5 л наливають 150 мл води і повільно доливають сірчану кислоту до об'єму 250 мл. Подрібнений гідроперит у кількості 24 таблеток розчиняють у розведеній кислоті (при використанні перикису водню до нього доливається концентрована кислота згідно з пропорцією). Отримана суміш охолоджується до 15 °C. Після охолодження і повного розчинення гідропериту до суміші повільно доливають ацетон та ретельно перемішують. При цьому температура починає зростати і розчин стає каламутним. Підвищення температури до 25 °C не допускається. Ацетон доливати до появи запаху в розчині. Розчин залишають на 1—2 год, потім фільтрують. Фільтрат ретельно промивають під проточною холодною водою, періодично пробуючи на смак (не отруйний)  — розчин не повинен бути кислим. Отриманий порошок висушують при кімнатній температурі.

### Синтез Карножицького
Суміш ацетону з 10% перекисом водню лишають в кімнатній температурі на декілька днів. Продукт виділяється у твердому вигляді.

## Тестування продукту
Покласти дрібку триперекису ацетону на металеву або керамічну пластинку та підпалити. Повинно згоріти з яскравим спалахом та легким, без залишку. Якщо речовина згоріла не повністю або залишилися жовті плями, це означає, що ТА містить сторонні домішки чи погано промита і її треба промити повторно.

## Проблеми синтезу зберігання і  використання
Кристали пероксиду ацетону, як правило, нестабільні. Руйнування кристалів може статися в будь-який час, наприклад, через різницю в температурі та освітленні, що призведе до мимовільного вибуху. Триперекис ацетону сублімується вже при 14-18 °C, тому в закритій посудині в області закриття судини при кімнатній температурі швидко утворюються дрібні кристали, які прориваються через тертя при відкритті посудини та викликають вибух. вмісту посудини. За підвищених температур зберігання пероксид ацетону розкладається протягом декількох годин. Якщо досягається температура 130 °С, це призводить до вибуху; він детонує, навіть, коли в складі субстанції є 25% води. З іншого боку, якщо один маленький кристал входить у прямий контакт із полум'ям, відбувається відносно нешкідливе горіння.
Окремо ТА краще не зберігати довше 1-го тижня у прохолодному місці.

## Пластифікація
Є два основних способи пластифікації:
Перший, це нітропорохи або нітроцелюлози в ацетоні. Прихильники стверджують, що при цьому збільшується щільність, а, отже, і здатність до ініціювання. Однак сам пластифікатор знижує цю здатність. А якщо помістити пластифіковану "кісу" в картонний корпус, то сенс від пластифікації зникає. Для вирішення проблем, які вирішує пластифікація (збільшення потужності вибуху за рахунок компактного розміщення заряду), кращим є більше виробити більше триперекису ацетону.
Другий спосіб — це плавлення. Справа в тому, що в процесі плавлення "кіса" активно димеризуєтся. Сплав надчутливий до будь-яких зовнішніх впливів. Але й застиглий, він дуже небезпечний через внутрішні напруги. А це збільшує імовірність самопідривів.

## Застосування
У вибуховій справі майже не застосовується, рівно як і військовій справі, в силу своїх недоліків, але в силу простоти її синтезу вона отримала широке використання серед терористів та партизанів. Використовується в ударних сумішах, вибухова заклепка.
В основному використовується як ініціююча ВР для детонаторів. Але, якщо не потрібна велика потужність (менше 100 г по ТНТ), то можна зробити самостійний заряд.
А також:
- Розчинена в ефірі застосовується у боєприпасах об'ємного вибуху.
- У хімічній промисловості застосовується як ініціатор реакцій вільнорадикальної полімеризації.
- Є відомості про використання перекису ацетону як консервант харчових продуктів.
- У харчовій промисловості зареєстрований як харчова добавка E929.[8]

## Виявлення
Трипероксид і дипероксид ацетону можна виявити або проаналізувати методом тонкошарової хроматографії на силікагелі (елюенти: толуол, Rf 0,57 та 0,66 відповідно, прояв 1% дифеніламіну в концентрованій сірчаній кислоті), або ж можна виявити газовою хроматографією та мас-спектрометрією

### Перша долікарська допомога при отруєнні триперекисом ацетону
При отруєнні газом або порошком через стравохід та дихальні шляхи треба вжити класичний абсорбент - активованого вугілля та  вивести постраждалого на свіже повітря.

## Історія
Трипероксид триацетону був відкритий у 1895 році німецьким хіміком Річардом Вольфенштайном. Вольфенштайн поєднав ацетон і перекис водню, а потім залишив суміш стояти протягом тижня при кімнатній температурі, протягом цього часу випала невелика кількість кристалів, які мали температуру плавлення 97 °C (207 °F)
У 1899 році Адольф фон Байєр і Віктор Віллігер описали перший синтез димеру та описали використання кислот для синтезу обох пероксидів. Байєр і Віллігер приготували димер шляхом змішування персульфату калію в діетиловому ефірі з ацетоном при охолодженні. Після відділення ефірного шару продукт був очищений і виявлено, що він плавиться при 132–133 °C (270–271 °F). Вони виявили, що тример можна отримати, додавши соляну кислоту до охолодженої суміші ацетону та перекису водню. Використовуючи зниження температури замерзання для визначення молекулярної маси сполук, вони також визначили, що форма пероксиду ацетону, яку вони приготували за допомогою персульфату калію, була димером, тоді як пероксид ацетону, який був отриманий за допомогою соляної кислоти, був тримером, як і сполука Вольфенштейна.
Робота над цією методологією та різними отриманими продуктами була додатково досліджена в середині 20 століття Міласом і Голубовичем.